# Berchieșu
Berchieșu – wieś w Rumunii, w okręgu Kluż, w gminie Frata. W 2011 roku liczyła 719 mieszkańców.